# Donald A. McGavran
 (mai 2023).
La mise en forme du texte ne suit pas les recommandations de Wikipédia : il faut le « wikifier ».
Les points d'amélioration suivants sont les cas les plus fréquents. Le détail des points à revoir est peut-être précisé sur la page de discussion.
- Les titres sont pré-formatés par le logiciel. Ils ne sont ni en capitales, ni en gras.
- Le texte ne doit pas être écrit en capitales (les noms de famille non plus), ni en gras, ni en italique, ni en « petit »…
- Le gras n'est utilisé que pour surligner le titre de l'article dans l'introduction, une seule fois.
- L'italique est rarement utilisé : mots en langue étrangère, titres d'œuvres, noms de bateaux, etc.
- Les citations ne sont pas en italique mais en corps de texte normal. Elles sont entourées par des guillemets français : « et ».
- Les listes à puces sont à éviter, des paragraphes rédigés étant largement préférés. Les tableaux sont à réserver à la présentation de données structurées (résultats, etc.).
- Les appels de note de bas de page (petits chiffres en exposant, introduits par l'outil «  Source ») sont à placer entre la fin de phrase et le point final[comme ça].
- Les liens internes (vers d'autres articles de Wikipédia) sont à choisir avec parcimonie. Créez des liens vers des articles approfondissant le sujet. Les termes génériques sans rapport avec le sujet sont à éviter, ainsi que les répétitions de liens vers un même terme.
- Les liens externes sont à placer uniquement dans une section « Liens externes », à la fin de l'article. Ces liens sont à choisir avec parcimonie suivant les règles définies. Si un lien sert de source à l'article, son insertion dans le texte est à faire par les notes de bas de page.
- La présentation des références doit suivre les conventions bibliographiques. Il est recommandé d'utiliser les modèles {{Ouvrage}}, {{Chapitre}}, {{Article}}, {{Lien web}} et/ou {{Bibliographie}}. Le mode d'édition visuel peut mettre en forme automatiquement les références.
- Insérer une infobox (cadre d'informations à droite) n'est pas obligatoire pour parachever la mise en page.

Pour une aide détaillée, merci de consulter Aide:Wikification.
Si vous pensez que ces points ont été résolus, vous pouvez retirer ce bandeau et améliorer la mise en forme d'un autre article.
Donald Anderson McGavran (15 décembre 1897 - 10 juillet 1990) est un missiologue et doyen fondateur de l'École de la mission mondiale au Séminaire théologique Fuller à Pasadena, Californie, et est connu pour son travail lié à l'Évangélisation et à la Conversion religieuse. McGavran est largement considéré comme le missiologue le plus influent du XXe siècle.
McGavran identifie les différences de caste et de position sociale économique comme des obstacles majeurs à la propagation du christianisme. Son travail a considérablement changé les méthodes par lesquelles les missionnaires identifient et hiérarchisent les groupes de personnes pour le travail missionnaire et stimule le mouvement de croissance de l'Église. McGavran développe ses principes de croissance d'église après avoir rejeté l'opinion populaire selon laquelle la mission est « la philanthropie, l'éducation, la médecine, le soulagement de la famine, l'évangélisation et l'amitié mondiale » et est convaincu que les bonnes actions - bien que nécessaires - « ne doivent jamais remplacer la tâche essentielle de la mission, former au discipulat les peuples de la terre ».

## Jeunesse et éducation
McGavran est né à Damoh, en Inde, en 1897. Après son père et son grand-père, McGavran est la troisième génération de missionnaires de sa famille.
Il fait ses premières études dans les provinces centrales de l'Inde. Après le retour de sa famille aux États-Unis, il va à l'école à Tulsa et Indianapolis. Il fréquente l'Université Butler (BA, 1920), la Yale Divinity School (BD, 1922), l'ancien College of Mission d'Indianapolis (MA, 1923) et, après deux trimestres en Inde, l'Université Columbia (Ph.D., 1936).

## Carrière missionnaire
Grâce à l'influence de John R. Mott et du Student Volunteer Movement, McGavran part en Inde en tant que missionnaire en 1923, travaillant principalement comme éducateur sous rendez-vous avec la United Christian Missionary Society of the Christian Church (Disciples of Christ). En 1927, il devient directeur de l'enseignement religieux pour sa mission, avant de retourner aux États-Unis pour travailler sur son doctorat, à l'Université Columbia. Après son retour en Inde, il est élu secrétaire de terrain en 1932 et chargé d'administrer l'ensemble de la mission indienne de leur dénomination.
Pendant son séjour en Inde, McGavran est profondément influencé par J. Waskom Pickett, disant un jour : « J'ai allumé ma bougie au feu de Pickett. » En 1928, Pickett est chargé par le National Christian Council of India, Burma et Ceylan de faire une étude approfondie du phénomène en Inde des « mouvements chrétiens de masse », c'est-à-dire de la conversion massive de certains secteurs de la société indienne.
McGavran lit le livre de Pickett et recommande à son quartier général de mission à Indianapolis d'employer les services de Pickett pour étudier pourquoi les mouvements de masse similaires ne se produisent pas dans leur zone de ministère au centre de l'Inde. En tant que superviseur de quatre-vingts missionnaires et de diverses institutions médicales et éducatives, McGavran est inquiet du fait qu'après plusieurs décennies de travail, sa mission ne compte qu'une trentaine de petites églises, qui connaissent toutes peu de croissance. En même temps, il voit des « mouvements populaires » dans des régions dispersées de l'Inde où des milliers de personnes en groupes, plutôt qu'en tant qu'individus, deviennent chrétiens. McGavran aide Pickett dans l'étude et devient l'architecte en chef de l'étude au Madhya Pradesh.
En 1937, McGavran écrit un livre intitulé Founders of the India Church dans lequel il braque les projecteurs sur les humbles Indiens qui lancent des mouvements populaires. McGavran découvre que sur les 145 zones où se déroulent des activités missionnaires, 134 n'ont augmenté que de 11% entre 1921 et 1931. Les églises de ces régions ne conservent même pas leurs propres enfants dans la foi. Pourtant, dans les onze autres régions, l'église croit de 100%, de 150% et même de 200% par décennie. Il se demande pourquoi certaines églises grandissent, tandis que d'autres, souvent à quelques kilomètres de là, ne le font pas.
Au cours de cette même période, McGavran change tranquillement sa vision de la mission et de la théologie. Dans ses années de formation, la mission est d'accomplir la Grande Mission, de gagner le monde pour le Christ et de sauver l'humanité perdue. C'est le point de vue de McGavran lorsqu'il retourne aux États-Unis pour ses études supérieures. Par contre, alors qu'il fréquente Yale Divinity School, McGavran est initié aux enseignements de l'influent professeur chrétien H. Richard Niebuhr. Selon McGavran, Niebuhr « avait l'habitude de dire que la mission était tout ce que l'église fait en dehors de ses quatre murs. C'était la philanthropie, l'éducation, la médecine, le soulagement de la famine, l'évangélisation et l'amitié mondiale. ». McGavran épouse cette vision de la mission lorsqu'il part sur le terrain de la mission en 1923. Mais, au fur et à mesure qu'il s'implique dans l'éducation, le travail social et l'évangélisation en Inde, il revient progressivement à sa position antérieure selon laquelle la mission consiste à faire des disciples de Jésus-Christ.
Lorsque le mandat de trois ans de McGavran en tant que secrétaire de mission prend fin en 1936, il n'est pas réélu. Selon McGavran, la mission lui dit : « Puisque tu parles tant d'évangélisation et de croissance de l'église, nous allons te localiser dans un quartier où tu pourras pratiquer ce que tu prêches ». McGavran accepte donc sa nouvelle nomination et passe les 17 années suivantes à essayer de lancer un mouvement populaire au sein de la caste des Satnamis. Environ un millier de personnes sont converties, 15 petites églises de village sont implantées et les évangiles sont traduits en Chhattisgarhi.

## Croissance de l'église
En 1958, McGavran démissionne de son travail missionnaire et propose à plusieurs séminaires américains la possibilité de démarrer un département axé sur le sujet de la croissance de l'église. Ce n'est qu'en 1961 que l'Institute of Church Growth est créé au Northwest Christian College, aujourd'hui Bushnell University, à Eugene, Oregon. Finalement, en 1965, David Allan Hubbard invite McGavran à devenir le premier doyen de l'École de la mission mondiale au Séminaire théologique Fuller à Pasadena, en Californie.
McGavran recrute un nombre important de missiologues de haut niveau et créé la plus grande faculté liée aux missions au monde. Le leadership de McGavran aide le Fuller's School of World Mission à devenir la plus grande école missionnaire au monde en nombre d'étudiants.
McGavran, avec son élève Peter Wagner, crée Fuller Evangelistic Association pour appliquer ses méthodologies de croissance d'église aux églises du monde entier. Il crée également Institute for American Church Growth afin de se concentrer sur la croissance en Amérique, qui est distincte en raison de sa diversité ethnique et culturelle dans sa démographie.
Sur la base de ses conférences à Eugene et plus tard à Fuller, McGavran publie le livre Understanding Church Growth (1970). Dans son travail, McGavran articule une caractéristique clé de sa théorie de la croissance de l'église, connue sous le nom de « principe d'unité homogène ». S'inspirant de son expérience des mouvements de masse en Inde, le principe de l'unité homogène explique que les individus sont plus susceptibles de se convertir massivement au christianisme lorsqu'ils partagent des caractéristiques démographiques similaires.